# Stora Mörtevattnet
Stora Mörtevattnet är en sjö i Lilla Edets kommun i Bohuslän och ingår i Bäveåns huvudavrinningsområde. Sjön är 12 meter djup, har en yta på 0,0886 kvadratkilometer och befinner sig 108,1 meter över havet. Sjön avvattnas av vattendraget Bäveån (Risån).

## Delavrinningsområde
Stora Mörtevattnet ingår i det delavrinningsområde (646412-127964) som SMHI kallar för Inloppet i Öresjö. Medelhöjden är 121 meter över havet och ytan är 22,52 kvadratkilometer. Det finns inga avrinningsområden uppströms utan avrinningsområdet är högsta punkten. Avrinningsområdets utflöde Bäveån (Risån) mynnar i havet. Avrinningsområdet består mestadels av skog (79 %). Avrinningsområdet har 1,41 kvadratkilometer vattenytor vilket ger det en sjöprocent på 6,3 %.